# Liste der Bodendenkmäler im Ebershauser-Nattenhauser Wald
Auf dieser Seite sind die Bodendenkmäler in dem schwäbischen gemeindefreien Gebiet Ebershauser-Nattenhauser Wald zusammengestellt. Diese Tabelle ist eine Teilliste der Liste der Bodendenkmäler in Bayern. Grundlage ist die Bayerische Denkmalliste, die auf Basis des Bayerischen Denkmalschutzgesetzes vom 1. Oktober 1973 erstmals erstellt wurde und seither durch das Bayerische Landesamt für Denkmalpflege geführt wird. Die folgenden Angaben ersetzen nicht die rechtsverbindliche Auskunft der Denkmalschutzbehörde.

| Lage                                    | Objekt                                                                                  | Akten-Nr.     | Bild |
| --------------------------------------- | --------------------------------------------------------------------------------------- | ------------- | ---- |
| Eberhauser-Nattenhauser Wald (Standort) | Grabhügel der Hallstattzeit sowie Grabenwerk vor- und frühgeschichtlicher Zeitstellung. | D-7-7727-0017 |      |
| Eberhauser-Nattenhauser Wald (Standort) | Viereckschanze der jüngeren Latènezeit.                                                 | D-7-7727-0020 |      |
| Eberhauser-Nattenhauser Wald (Standort) | Grabhügel vorgeschichtlicher Zeitstellung.                                              | D-7-7728-0004 |      |
| Eberhauser-Nattenhauser Wald (Standort) | Grabhügel vorgeschichtlicher Zeitstellung.                                              | D-7-7728-0005 |      |
| Eberhauser-Nattenhauser Wald (Standort) | Grabhügel der Hallstattzeit.                                                            | D-7-7728-0006 |      |
| Eberhauser-Nattenhauser Wald (Standort) | Grabhügel vorgeschichtlicher Zeitstellung.                                              | D-7-7728-0009 |      |